# Aure (Sykkylven)
Sykkylven este o localitate din comuna Sykkylven, provincia Møre og Romsdal, Norvegia, cu o suprafață de 3,32 km² și o populație de 4.258 locuitori (2013).